# Berengar (Namur)
Berengar († nach 924) war ein Graf im Lommegau und Maifeld im 10. Jahrhundert. Seine familiäre Herkunft ist unklar, er wird allerdings oft mit der Sippe der Unruochinger in Verbindung gebracht.
Berengar war mit einer Tochter des im nördlichen Lotharingien mächtigen Großen Reginar I. verheiratet, von dem er möglicherweise den Lommegau als Mitgift erhalten hatte. Als Graf dieses pagus wird er in zwei Urkunden des ostfränkischen Königs Ludwig des Kindes, ausgestellt in den Jahren 907 und 908, genannt. Am 19. Januar 916 ist er mit seinen Schwägern Giselbert und Reginar II. an der Seite des westfränkischen Königs Karl III. des Einfältigen in Herstal bezeugt.
Berengar trug den Aufstand seines Schwagers Giselbert gegen König Karl III. den Einfältigen nicht mit und befand sich folglich mit ihm im Krieg. 924 konnte er Giselbert gefangen nehmen, ließ ihn allerdings bald wieder frei, nachdem er einen der Söhne Reginars II. als Geisel erhalten hatte. Danach ist von Berengar nichts weiter überliefert.
Der nächste im Lommegau genannte Graf war Robert I., der vermutlich ein Sohn von Berengar war. Robert I. erbaute die Burg von Namur, nach welcher die Grafschaft des Lommegau zukünftig benannt wurde.
In Berengars Diensten stand der Krieger und spätere Heilige Gerhard von Brogne.